# Łęki Duże
Łęki Duże – wieś w Polsce położona w województwie łódzkim, w powiecie wieruszowskim, w gminie Lututów.
W latach 1975–1998 miejscowość administracyjnie należała do województwa sieradzkiego.
Inne miejscowości o nazwie Łęki: Łęki, Łęki Małe